# Zizanie (jeu télévisé)
Zizanie est un jeu télévisé québécois diffusé de 1990 à 1992 à Télévision Quatre-Saisons. Il est animé par Jacques Lussier (qui remplaçait Michel Beaudoin à l'automne 1990), secondé par Paul Berval, Paul Buissonneau et un artiste invité.